# Yasushi Inoue
Yasushi Inoue (井上靖 Inoue Yasushi) (Asahikawa, 6 maggio 1907 – Tokyo, 29 gennaio 1991) è stato uno scrittore giapponese.
La maggior parte della sua produzione è dedicata a romanzi storici ambientati alla fine del cinquecento, sia in Giappone, sia in altri paesi dell'Asia.

## Biografia
Nato in una famiglia dedita alla professione medica, fallì l'esame di ammissione alla facoltà di Medicina. Iscrittosi in seguito alla facoltà di Lettere, si laureò nel 1936 con una tesi su Paul Valéry. Dopo il matrimonio avvenuto nel 1935 intraprese la carriera giornalistica. Lo stile scorrevole acquisito in quegli anni diverrà in seguito una caratteristica delle sue opere. Nel 1937 prestò servizio militare nel nord della Cina. Iniziò tardivamente, nel 1947, la carriera di scrittore con due racconti Ryōjū e Tōgyū, vincendo il prestigioso Premio Akutagawa nel 1950. Nel 1980 gli è stato conferito il Kikuchi Kan Prize, riservato a chi contribuisce a diffondere la conoscenza della cultura giapponese.
Dal suo libro Honkakubō ibun fu tratto un film, con la regia di Kei Kumai, conosciuto in Italia col titolo "Morte di un maestro del tè", Leone d'argento alla Mostra del Cinema di Venezia del 1989, forse l'opera cinematografica di maggior rilievo che sia stata dedicata alla cerimonia del tè e alla vita del maestro Sen no Rikyū.

## Opere
- Fūrinkazan (Vento, foreste, fuoco e monti 1953-1954)
- Hongakubō ibun (Il testamento di Honkakubo 1981)

In traduzione italiana
- La montagna Hira, Bompiani 1964 (ed. riv. 1988) (Contiene: La lotta dei tori (Tōgyū), Il fucile da caccia (Ryōjū), La montagna Hira (Hira no shakunage), trad. Atsuko Ricca Suga)
- Ricordi di mia madre, Spirali 1985; Feltrinelli 1991; Adelphi 2010
- Vita di un falsario, Il Melangolo 1995; Skira 2014
- La corda spezzata, CDA & Vivalda 2002
- Il fucile da caccia, Adelphi 2004
- Amore (Tre racconti), Adelphi 2006